# Вилађо Ортигерио (Милано)
Вилађо Ортигерио је насеље у Италији у округу Милано, региону Ломбардија.
Према процени из 2011. у насељу је живело 83 становника. Насеље се налази на надморској висини од 93 м.